# 정신용
정신용(鄭神勇, ?~1015년)은 고려 전기의 무신이자 관인이다.

## 생애
거란의 2차 침입과 3차 침입 사이에 활약했다. 1014~1015년 거란의 침입 당시 거라군 700여 명을 사살했지만 끝내 전사했다.